# A Menai-szoros függőhídja
A Menai-szoros függőhídja (walesiül Pont Grog y Borth, angolul Menai Suspension Bridge) Anglesey szigetét köti össze a walesi szárazfölddel. Thomas Telford tervezte, és a világ első modern függőhídjai közé tartozik.

## Története
1826 előtt csak komphajóval lehetett átkelni Angleseyről a Brit-szigetre, illetve gyalogosan apály idején, ami nem volt veszélytelen dolog. Mivel az 1800-as brit–ír egyesülési szerződés nyomán megnőtt az Írország felé irányuló forgalom, eldöntötték, hogy áthidalják a szorost.
Thomas Telfordot bízták meg a Londont Holyheaddel összekötő út felújításával. A nagyszabású tervben központi helyet kapott a Menai-szoros áthidalása. Olyan hídra volt szükség, amely alatt a Brit Királyi Haditengerészet 30 m magasságot is elérő hajói dagálykor is áthaladhatnak. Mivel a szorost a haditengerészet folyamatosan használta, a híd építéséhez nem állíthatták fel a szokásos állványzatot. A munkálatok 1819-ben kezdődtek. A hadügy előírta, hogy az akkor használt árbócosoknak átjutást kellett biztosítani a szoroson. Először megépítették a tengerszoros két partján a belül üreges, mészkőből készült hídfő oszlopokat, amelyekben keresztirányú falakat alakítottak ki. A 16 óriási vas lemezláncot (minden egyes lánc 935 darab kovácsolt vas „láncszemből” készült) lenolajban pácolták rozsdamentesítés miatt. A hidat, amely Anglesey szigetén épült Porthaethwyt köti össze Bangor külvárosával, 1826. január 30-án adták át, 36 óráról 27-re csökkentve ezzel a London–Holyhead utazás idejét.
A szoroson átvezető vasúti híd elődjét, a Britannia csőhidat (Britannia Tabular Bridge) Robert Stephenson tervezte, és 1846–1850 között épült. A híd 1970-ben leégett, köveire és téglafalmaradványaira új hidat építettek.

## Fordítás
- Ez a szócikk részben vagy egészben  a   Menai suspension bridge című angol Wikipédia-szócikk fordításán alapul.  Az eredeti cikk szerkesztőit annak laptörténete sorolja fel. Ez a jelzés csupán a megfogalmazás eredetét és a szerzői jogokat jelzi, nem szolgál a cikkben szereplő információk forrásmegjelöléseként.